# Pleumeur-Gautier
Pleumeur-Gautier är en kommun i departementet Côtes-d'Armor i regionen Bretagne i nordvästra Frankrike. Kommunen ligger i kantonen Lézardrieux som tillhör arrondissementet Lannion. År 2022 hade Pleumeur-Gautier 1 186 invånare.

## Befolkningsutveckling
Antalet invånare i kommunen Pleumeur-Gautier
Referens:INSEE